# Saint-Gourgon
Saint-Gourgon è un comune francese di 121 abitanti situato nel dipartimento del Loir-et-Cher nella regione del Centro-Valle della Loira.

## Società

### Evoluzione demografica
Abitanti censiti